# 26e méridien est
En géographie, le 26e méridien est est le méridien joignant les points de la surface de la Terre dont la longitude est égale à 26° est.

## Géographie

### Dimensions
Comme tous les autres méridiens, la longueur du 26e méridien correspond à une demi-circonférence terrestre, soit 20 003,932 km. Au niveau de l'équateur, il est distant du méridien de Greenwich de 2 894 km,.
Avec le 154e méridien ouest, il forme un grand cercle passant par les pôles géographiques terrestres.

### Régions traversées
En commençant par le pôle Nord et descendant vers le sud au pôle Sud, Le 26e méridien est passe par:
| Coordonnées          | Pays, territoire ou mer          | Notes |
| -------------------- | -------------------------------- | --- |
| 90° 00′ N, 26° 00′ E | Océan Arctique                   | |
| 80° 10′ N, 26° 00′ E | Norvège                          | Île de Nordaustlandet, Svalbard |
| 79° 40′ N, 26° 00′ E | Mer de Barents                   | |
| 71° 08′ N, 26° 00′ E | Norvège                          | Île de Magerøya |
| 70° 58′ N, 26° 00′ E | Porsangerfjorden                 | |
| 70° 39′ N, 26° 00′ E | Norvège                          | |
| 69° 43′ N, 26° 00′ E | Finlande                         | |
| 60° 16′ N, 26° 00′ E | Mer Baltique                     | Golfe de Finlande |
| 59° 37′ N, 26° 00′ E | Estonie                          | |
| 57° 52′ N, 26° 00′ E | Lettonie                         | |
| 55° 58′ N, 26° 00′ E | Lituanie                         | |
| 54° 57′ N, 26° 00′ E | Biélorussie                      | |
| 51° 56′ N, 26° 00′ E | Ukraine                          | Oblast de Rivne — Passe juste à l'est de Varach Oblast de Volhynie — sur environ 9 km Oblast de Rivne — sur environ 6 km Oblast de Volhynie — sur environ 13 km Oblast de Rivne — Passe juste à l'ouest de Rivne Oblast de Ternopil — Passe juste à l'ouest de Borchtchiv Oblast de Tchernivtsi — passe par Tchernivtsi |
| 47° 58′ N, 26° 00′ E | Roumanie                         | Passe juste à l'ouest de Bucarest |
| 43° 53′ N, 26° 00′ E | Bulgarie                         | Passe juste à l'est de Roussé |
| 41° 20′ N, 26° 00′ E | Grèce                            | |
| 40° 49′ N, 26° 00′ E | Mer Méditerranée                 | Mer Égée |
| 40° 09′ N, 26° 00′ E | Turquie                          | Île de Imbros |
| 40° 08′ N, 26° 00′ E | Mer Méditerranée                 | Mer Égée |
| 39° 51′ N, 26° 00′ E | Turquie                          | Île Ténédos |
| 39° 49′ N, 26° 00′ E | Mer Méditerranée                 | Mer Égée |
| 39° 17′ N, 26° 00′ E | Grèce                            | Île de Lesbos |
| 39° 07′ N, 26° 00′ E | Mer Méditerranée                 | Mer Égée |
| 38° 36′ N, 26° 00′ E | Grèce                            | Île de Chios |
| 38° 10′ N, 26° 00′ E | Mer Méditerranée                 | Mer Égée |
| 37° 34′ N, 26° 00′ E | Grèce                            | Île Icare |
| 37° 31′ N, 26° 00′ E | Mer Méditerranée                 | Mer Égée |
| 36° 56′ N, 26° 00′ E | Grèce                            | Île Amorgós |
| 36° 53′ N, 26° 00′ E | Mer Méditerranée                 | Mer Égée |
| 35° 12′ N, 26° 00′ E | Grèce                            | Crète |
| 35° 01′ N, 26° 00′ E | Mer Méditerranée                 | |
| 31° 36′ N, 26° 00′ E | Égypte                           | |
| 22° 00′ N, 26° 00′ E | Soudan                           | |
| 10° 09′ N, 26° 00′ E | Soudan du Sud                    | |
| 7° 00′ N, 26° 00′ E  | République centrafricaine        | |
| 5° 14′ N, 26° 00′ E  | République démocratique du Congo | |
| 11° 56′ S, 26° 00′ E | Zambie                           | |
| 17° 59′ S, 26° 00′ E | Zimbabwe                         | |
| 19° 09′ S, 26° 00′ E | Botswana                         | Passe juste à l'est de Gaborone |
| 24° 43′ S, 26° 00′ E | Afrique du Sud                   | Nord-Ouest État libre Cap-Oriental |
| 33° 43′ S, 26° 00′ E | Océan Indien                     | |
| 60° 00′ S, 26° 00′ E | Océan Austral                    | |
| 70° 09′ S, 26° 00′ E | Antarctique                      | Terre de la Reine-Maud, revendiquée par la Norvège |